# Herrarnas barr i gymnastik vid olympiska sommarspelen 2008
Herrarnas barr i gymnastik vid olympiska sommarspelen 2008 avgjordes den 19 augusti.

## Medaljörer
| Gren           | Guld             | Silver                | Brons                  |
| Herrarnas barr | Li Xiaopeng Kina | Yoo Won-Chul Sydkorea | Anton Fokin Uzbekistan |

## Final
| Placering | Gymnast                | A-poäng | B-poäng | Straff | Totalt |
| --------- | ---------------------- | ------- | ------- | ------ | ------ |
|           | Li Xiaopeng (CHN)      | 6,900   | 9,550   |        | 16,450 |
|           | Yoo Won-Chul (KOR)     | 7,000   | 9,250   |        | 16,250 |
|           | Anton Fokin (UZB)      | 6,800   | 9,400   |        | 16,200 |
| 4         | Fabian Hambüchen (GER) | 6,900   | 9,075   |        | 15,975 |
| 5         | Mitja Petkovšek (SLO)  | 6,800   | 8,925   |        | 15,725 |
| 6         | Huang Xu (CHN)         | 7,000   | 8,700   |        | 15,700 |
| 7         | Yang Tae-Young (KOR)   | 7,000   | 8,650   |        | 15,650 |
| 8         | Nikolaj Krjukov (RUS)  | 6,700   | 8,450   |        | 15,150 |

## Kvalificerade tävlande
| Placering | Gymnast                | A-poäng | B-poäng | Straff | Totalt |
| --------- | ---------------------- | ------- | ------- | ------ | ------ |
| 1:a       | Li Xiaopeng (CHN)      | 6,900   | 9,525   |        | 16,425 |
| 2:a       | Nikolaj Krjukov (RUS)  | 6,800   | 9,375   |        | 16,175 |
| 3:a       | Anton Fokin (UZB)      | 6,800   | 9,350   |        | 16,150 |
| 4:a       | Yoo Won-Chul (KOR)     | 7,000   | 9,150   |        | 16,150 |
| 5:a       | Mitja Petkovšek (SLO)  | 6,600   | 9,525   |        | 16,125 |
| 6:a       | Yang Tae-Young (KOR)   | 7,000   | 9,100   |        | 16,100 |
| 7:a       | Huang Xu (CHN)         | 7,000   | 9,075   |        | 16,075 |
| 8:a       | Fabian Hambüchen (GER) | 6,900   | 9,150   |        | 16,050 |